# Sylvain Gbohouo
Sylvain Gbohouo (Bonoua, Costa de Marfil, 29 de octubre de 1988) es un futbolista marfileño. Juega como guardameta en el Stade d'Abidjan.

## Selección nacional
Ha sido internacional con la selección de fútbol de Costa de Marfil en 63 ocasiones.

### Participaciones en Copas del Mundo
| Mundial                        | Sede   | Resultado      | Partidos | Goles |
| ------------------------------ | ------ | -------------- | -------- | ----- |
| Copa Mundial de Fútbol de 2014 | Brasil | Fase de grupos | 0        | 0     |

### Participaciones en Copas Africanas
| Copa                           | Sede              | Resultado        | Partidos | Goles |
| ------------------------------ | ----------------- | ---------------- | -------- | ----- |
| Copa Africana de Naciones 2015 | Guinea Ecuatorial | Campeón          | 5        | 0     |
| Copa Africana de Naciones 2017 | Gabón             | Fase de grupos   | 3        | 0     |
| Copa Africana de Naciones 2019 | Egipto            | Cuartos de final | 5        | 0     |

## Clubes
| Equipo             | País            | Año       |
| ------------------ | --------------- | --------- |
| Séwé Sports        | Costa de Marfil | 2008-2015 |
| TP Mazembe         | R. D. del Congo | 2015-2021 |
| Wolkite City F. C. | Etiopía         | 2021-2023 |
| Stade d'Abidjan    | Costa de Marfil | 2023-     |

## Palmarés

### Campeonatos nacionales
| Título                                          | Equipo      | País            | Año  |
| ----------------------------------------------- | ----------- | --------------- | ---- |
| Ligue 1                                         | Séwé Sports | Costa de Marfil | 2012 |
| Supercopa de Costa de Marfil                    | Séwé Sports | Costa de Marfil | 2012 |
| Ligue 1                                         | Séwé Sports | Costa de Marfil | 2013 |
| Supercopa de Costa de Marfil                    | Séwé Sports | Costa de Marfil | 2013 |
| Ligue 1                                         | Séwé Sports | Costa de Marfil | 2014 |
| Supercopa de Costa de Marfil                    | Séwé Sports | Costa de Marfil | 2014 |
| Linafoot                                        | TP Mazembe  | R. D. del Congo | 2016 |
| Supercopa de la República Democrática del Congo | TP Mazembe  | R. D. del Congo | 2016 |
| Linafoot                                        | TP Mazembe  | R. D. del Congo | 2017 |
| Linafoot                                        | TP Mazembe  | R. D. del Congo | 2019 |

### Copas internacionales
| Título                       | Equipo          | Sede              | Año  |
| ---------------------------- | --------------- | ----------------- | ---- |
| Copa Africana de Naciones    | Costa de Marfil | Guinea Ecuatorial | 2015 |
| Liga de Campeones de la CAF  | TP Mazembe      | Lubumbashi        | 2015 |
| Supercopa de la CAF          | TP Mazembe      | Lubumbashi        | 2016 |
| Copa Confederación de la CAF | TP Mazembe      | Lubumbashi        | 2016 |
| Copa Confederación de la CAF | TP Mazembe      | Pretoria          | 2017 |